# رولز-رویس لایف‌سیستم
رولز-رویس لیفت سیستم (به انگلیسی: Rolls-Royce LiftSystem) یک موتور هواگرد ساختِ کارخانهٔ رولز-رویس هولدینگز در کشور بریتانیا است .

## نگارخانه

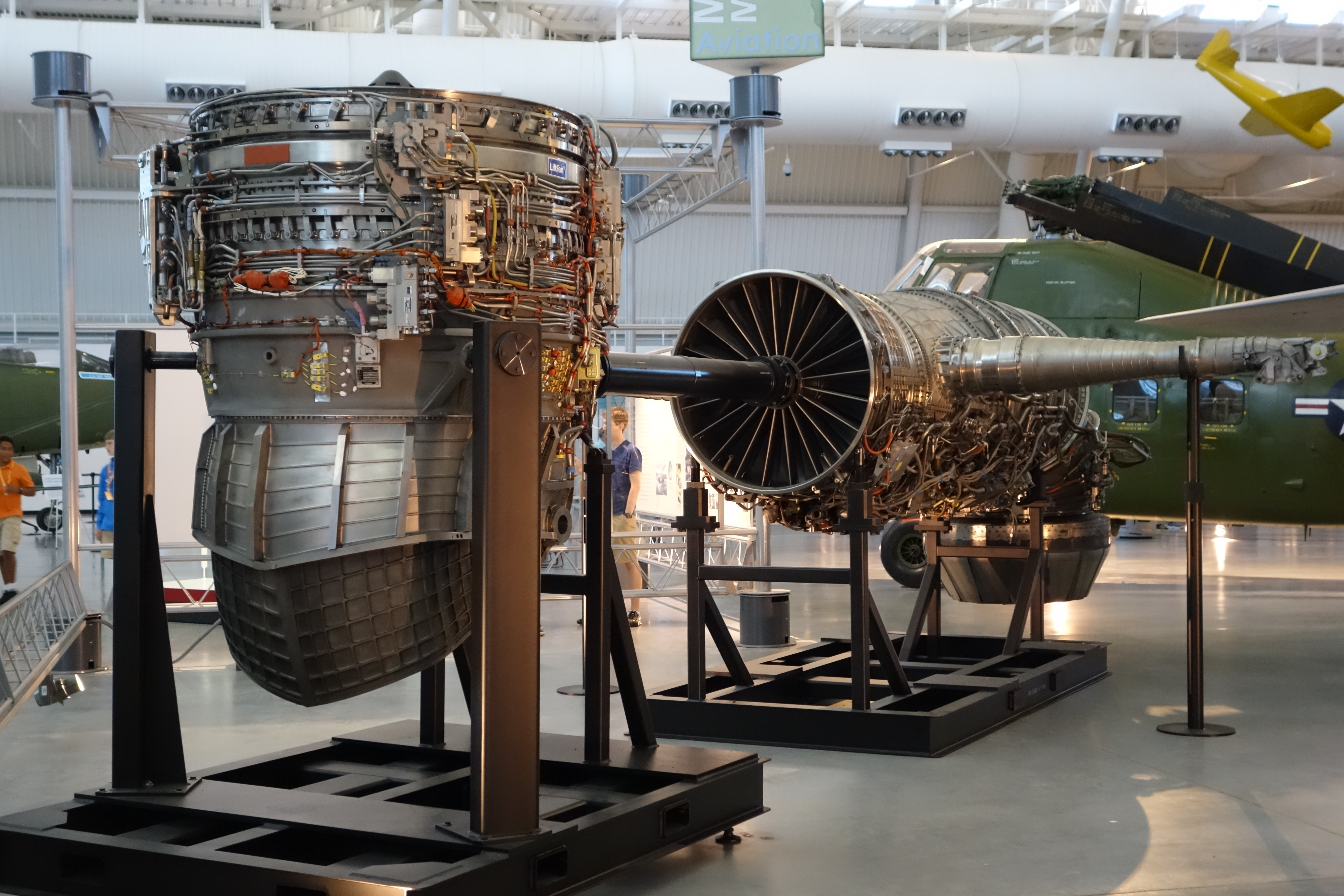